# Ljubav je
Ljubav je (рус. Любовь — это…) — песня квартета из Дин, Далал Мидхат-Талакич, Ана Руцнер и Джала, с которой они представляли Боснию и Герцеговину на конкурсе Евровидение 2016, проведенном в Стокгольме, Швеция.
«Ljubav je» исполнялась во время первого полуфинала Евровидения 10 мая 2016 года. Далал Мидхат-Талакич, Дин, Ана Руцнер и Джала не смогли набрать необходимого количества баллов, чтобы попасть в финал.
Клип на песню был снят в крепости Острожац; выпущена также английская версия «Love Is All».